# کورینت، شهرستان بولاک، آلاباما
کورینت (به انگلیسی: Corinth) یک منطقهٔ مسکونی در ایالات متحده آمریکا است که در شهرستان بولاک، آلاباما واقع شده‌است. کورینت  ۱۶۱٫۸۵ متر بالاتر از سطح دریا واقع شده‌است.